# Palácio de Linderhof
O Palácio de Linderhof (Schloss Linderhof) é um palácio real na Alemanha, construído entre 1869 e 1878. Fica localizado nas proximidades de Oberammergau e da Abadia de Ettal, no sudoeste da Baviera. 
É o menor dos três palácios construídos pelo Rei Luis II da Baviera, mas o único que o monarca viu concluído.

## Desenvolvimento do edifício
Luís II já conhecia a área em volta de Linderhof desde a sua juventude, quando acompanhava o seu pai, o Rei Maximiliano II da Baviera, nas suas viagens de caça pelos Alpes Bávaros. Quando Luís se tornou Rei, em 1864, herdou de seu pai o chamado Königshäuschen, tendo começado a ampliar o velho edifício a partir de 1869. Em 1874 decidiu derrubar o Königshäuschen e reconstruí-lo na localização do parque onde ainda pode ser encontrado actualmente. Ao mesmo tempo, três novas salas e a escadaria foram acrescentas ao restante complexo em forma de U, tendo o primitivo exterior em madeira sido recoberto por fachadas de pedra. O edifício foi desenhado ao estilo do segundo período rococó.

## Fundo simbólico

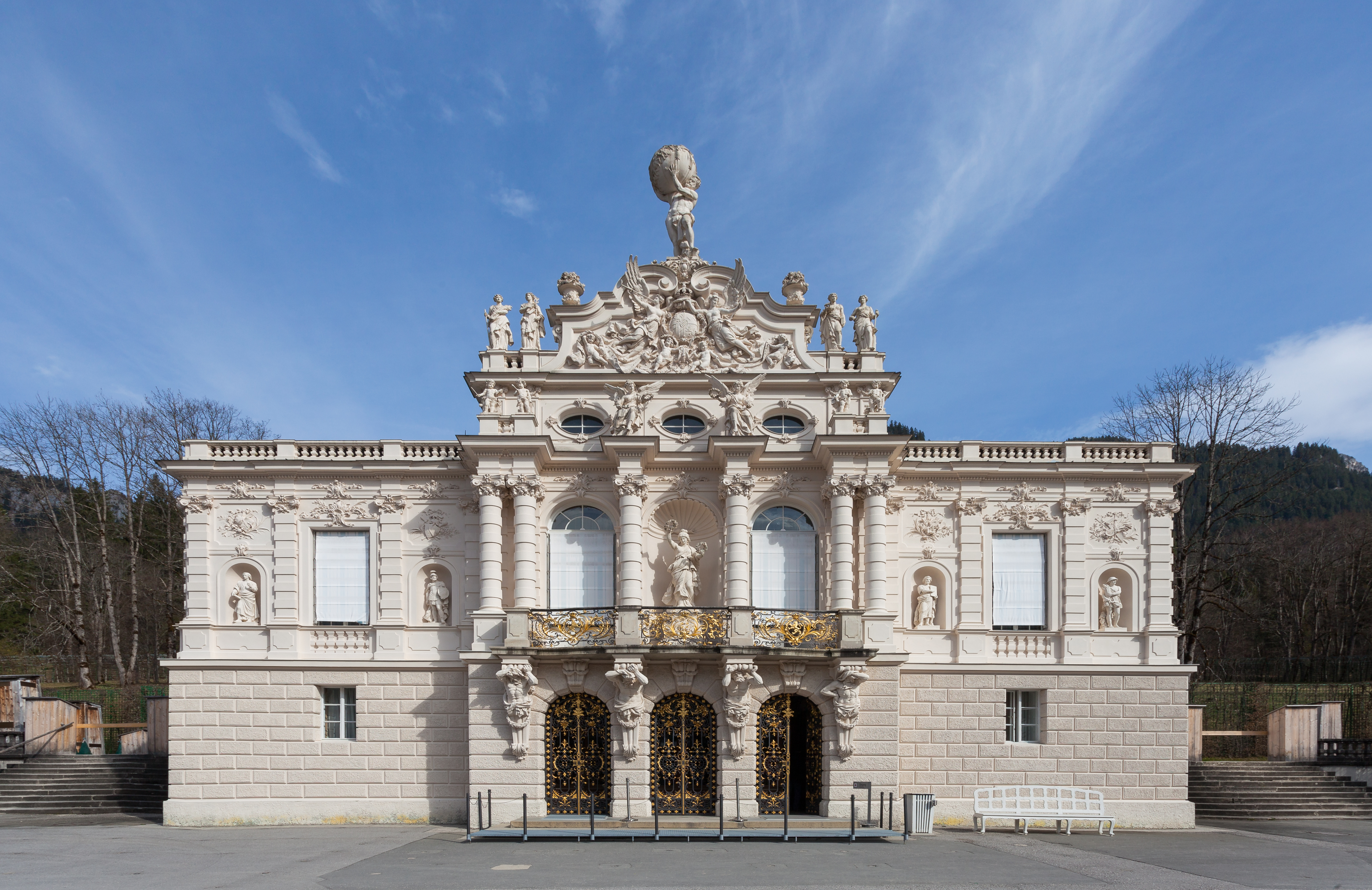
Pormenor da fachada do Palácio de Linderhof.

Apesar de muito menor que o Château de Versailles, ninguém pode negar que o palácio do Rei-Sol francês, Luís XIV (que era um ídolo para Luís II) foi padrinho de Linderhof. A escadaria, por exemplo, é uma redução da famosa Escadaria dos Embaixadores de Versailles, a qual seria copiada em tamanho real no Palácio de Herrenchiemsee. Pelo menos o símbolo do Sol, que pode ser visto por todo o lado na decoração das salas, recorda o absolutismo francês. Aos olhos de Luís II, este regime havia sido a perfeita incorporação do ideal de um Deus dando monarquia com total poder Real, o que já não poderia ser possível para ele, enquanto Rei europeu a governar na segunda metade do século XIX.
O quarto de Luís XIV de França, usado para dar a sua primeira (léver – levantar) e última (coucher – deitar) audiências do dia, desempenhava uma parte importante no cerimonial deste monarca absoluto. Deste modo, o quarto é a maior câmara do Palácio de Linderhof. A sua orientação para norte, no entanto, é a completa negação do significado simbólico do quarto de Versailles, mostrando a auto-imagem de Luís II como um "Rei-Noite".
A localização do palácio, próximo da Abadia de Ettal, representa uma vez mais um ponto interessante. Devido à sua arquitectura, Luís II viu a igreja do mosteiro como a sala onde o Santo Graal estava preservado. Este facto liga a ideia de um palácio barroco com a de um castelo medieval, como o Castelo de Neuschwanstein, e recorda as óperas de Richard Wagner, de quem Luís II era patrono.

## As salas
Linderhof, em comparação com outros palácios, possui uma atmosfera privada. De facto, apenas possui quatro salas com funções Reais.

### A Galeria dos Espelhos
Esta sala era usada pelo Rei como uma espécie de sala de estar. Gostava de sentar-se no nicho, por vezes lendo ali durante toda a noite. Uma vez que o Rei o usava para dormir durante o dia e para estar acordado durante a noite, os espelhos criavam um efeito inimaginável para ele, quando reflectiam a luz das velas um milhar de vezes. A localização paralela de alguns espelhos evoca a ilusão de uma avenida sem fim.
Equipamentos:

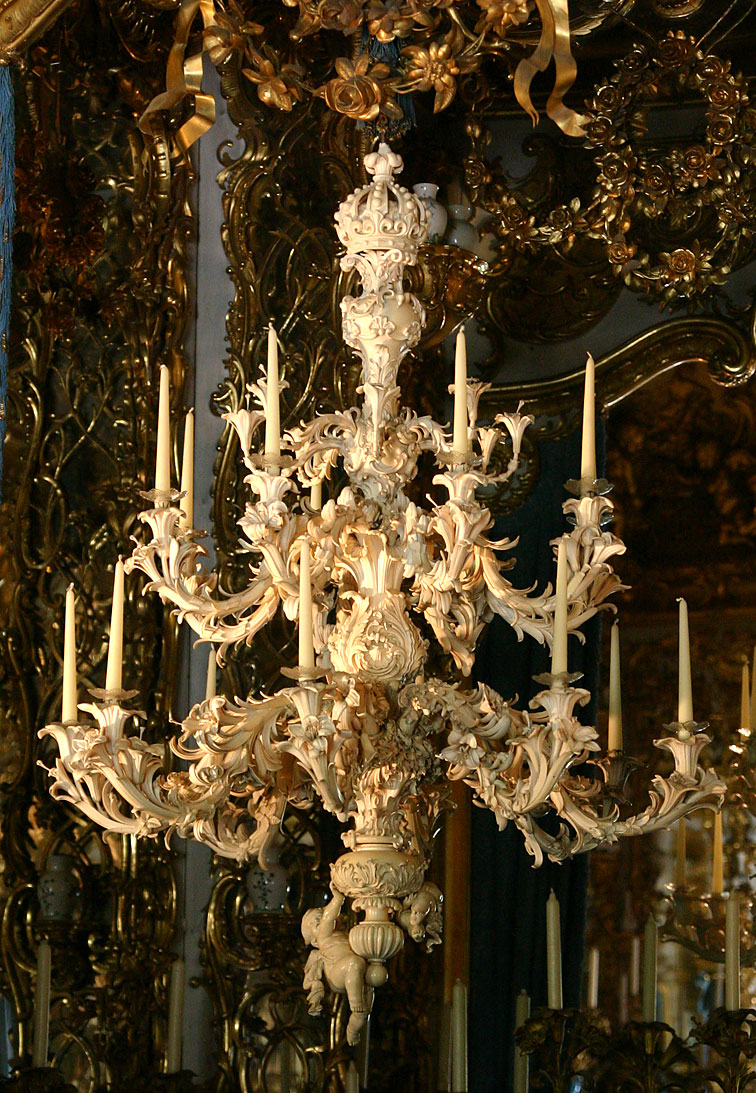
Candelabro de marfim

- A mesa de centro possui um tampo embutido com lápis-lazúli, ametista, quartzo e calcedónia. Esta mesa mostra o brasão da Baviera em mosaico de vidro.

- Um tapete feito de plumas de avestruz.

- Um candelabro de marfim com 16 braços, na alcova.

- Duas lareiras cobertas com lapis-lazuli e decoradas com ornamentos em bronze dourado.

### Câmaras das Tapeçarias Este e Oeste
As duas câmaras das tapeçarias são quase idêncticas entre si, não tendo qualquer função específica. A do lado oeste é, por vezes, chamada de "Sala de Música", devido ao Aeolodion (um instrumento que combina o piano e o harmónio) que lá se encontra. Só as cortinas e a cobertura das mobílias são realmente produto da Manufactura Parisiense de Gobelin. As cenas nas paredes foram pintadas em telas rudes, com o propósito de imitarem verdadeiras tapeçarias.

### Câmara de Audiência
A Câmara de Audiência está localizada a este do palácio e é flanqueada pelos gabinetes amarelo e lilás. Os gabinetes foram apenas usados como antecâmaras para as salas maiores. Luís II nunca usou esta sala para receber uma audiência. Isso iria contradizer o carácter privado do Palácio Linderhof e a sala seria muito pequena para tal fim. Em vez de câmara de audiência, o monarca usou-a como estúdio, onde pensava sobre os novos projectos de construção. No entanto, a existência de uma câmara de audiências em Linderhof recorda a demanda do Rei por uma monarquia absoluta.
Equipamentos:
- Duas mesas redondas com tampos em malaquite, oferta da Imperatriz Maria Alexandrovna ao Rei Luís II.

- Baldaquino do trono com grupos de penas de avestruz (como um símbolo oriental de poder Real).

### Sala de Jantar
Esta sala fica localizada na parte este do palácio, sendo flanqueada pelos gabinetes cor-de-rosa e azul. O gabinete cor-de-rosa, ao contrário dos outros, tem uma função Real. Luís II usava-o como sala de paramentos. A Sala de Jantar é famosa pelo seu desaparecido monta-cargas chamado "Tischlein deck dich". Este mecanismo foi instalado para que o Rei pudesse jantar ali sozinho. No entanto, a criadagem tinha que pôr a mesa para, pelo menos, quatro pessoas, pois diz-se que o Rei costumava falar com pessoas imaginárias, como Luís XV de França, Madame de Pompadour ou Maria Antonieta, enquanto comia. Para Luís II gozar da companhia destas pessoas e poder admirá-las, foram dispostos retratos delas nos gabinetes, além de cenas das suas vidas por todo o lado nas salas do palácios.
Equipamentos:
- Peça de centro em porcelana de Meissen com flores chinesas.

### Quarto
O modelo para este quarto não foi o quarto de Luís XIV em Versailles, mas sim o quarto das Salas Ricas na Residência de Munique. Esta sala foi totalmente reconstruída em 1884, e não foi possível acabá-la antes da morte do Rei, dois anos depois.
A própria posição da cama, em degraus na alcova, fechada por uma balaustrada dourada, dá-lhe uma aparência de altar e dest forma glorifica o reino noite de Luís II.
Equipamentos:
- Um candelabro de vidro com 108 velas.

- Duas consolas em porcelana de Meissen (a porcelana favorita do Rei).

## O parque

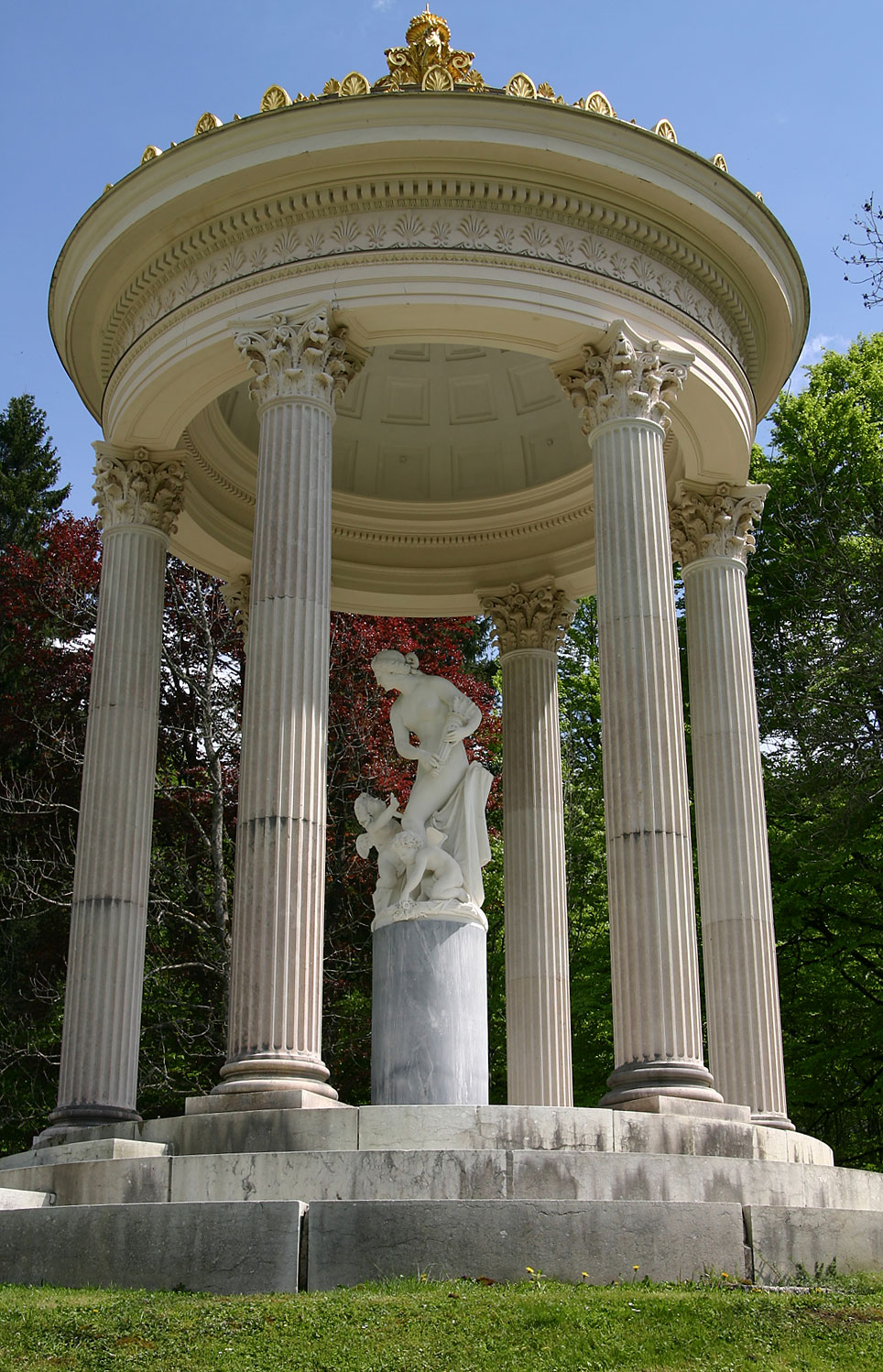
Templo de Vénus no jardim de Linderhof.

Os jardins que rodeiam o Palácio de Linderhof são considerados uma das mais belas criações na história do desenho de jardins. O parque combina elementos formais do estilo barroco ou de jardins do renascimento italiano, com secções paisagísticas semelhantes ao Jardim Inglês.

### Jardins formais
O palácio está rodeado por jardins formais subdivididos em cinco secções. Estas subdivisões estão decoradas com esculturas alegóricas dos continentes, das estações e dos elementos:
- a parte norte é caracterizada por uma cascata de trinta degraus de mármore. O fundo da cascata é formada pela fonte de Neptuno, e no topo existe um Pavilhão de Música;

- o centro do parterre ocidental é formado por um tanque com com a figura dourada da "Fama". A oeste existe um pavilhão com o busto de Luís XIV. Em frente deste vê-se uma fonte com a escultura dourada do "Amor com golfinhos". O vaso está decorado com quatro vasos de majólica;

- a coroação do parterre oriental é feita por um pavilhão de madeira contendo o busto de Luís XVI. 24 abaixo deste está o tanque de uma fonte com uma escultura dourada representando o "Amor disparando uma flecha". Uma escultura de "Vénus e Adônis" está colocada entre o tanque e o palácio;

- o parterre de água em frente do palácio é dominado por um largo tanque contendo a fonte dourada do grupo "Flora e puttos". A própria fonte tem quase 25 metros de altura;

- os jardins em terraço formam a parte sul do parque e correspondem à cascata a norte. No terreno do primeiro patamar encontra-se a "fonte de Náiade", a qual consiste em três tanques e nas esculturas de ninfas da água. No meio arco do nicho pode ver-se o busto de Maria Antonieta de França. estes jardins são coroados por um templo redondo com a estátua de Vénus, formada a partir d euma pintura de Antoine Watteau (O embarque para Citera).

### Jardim paisagístico e estruturas no parque

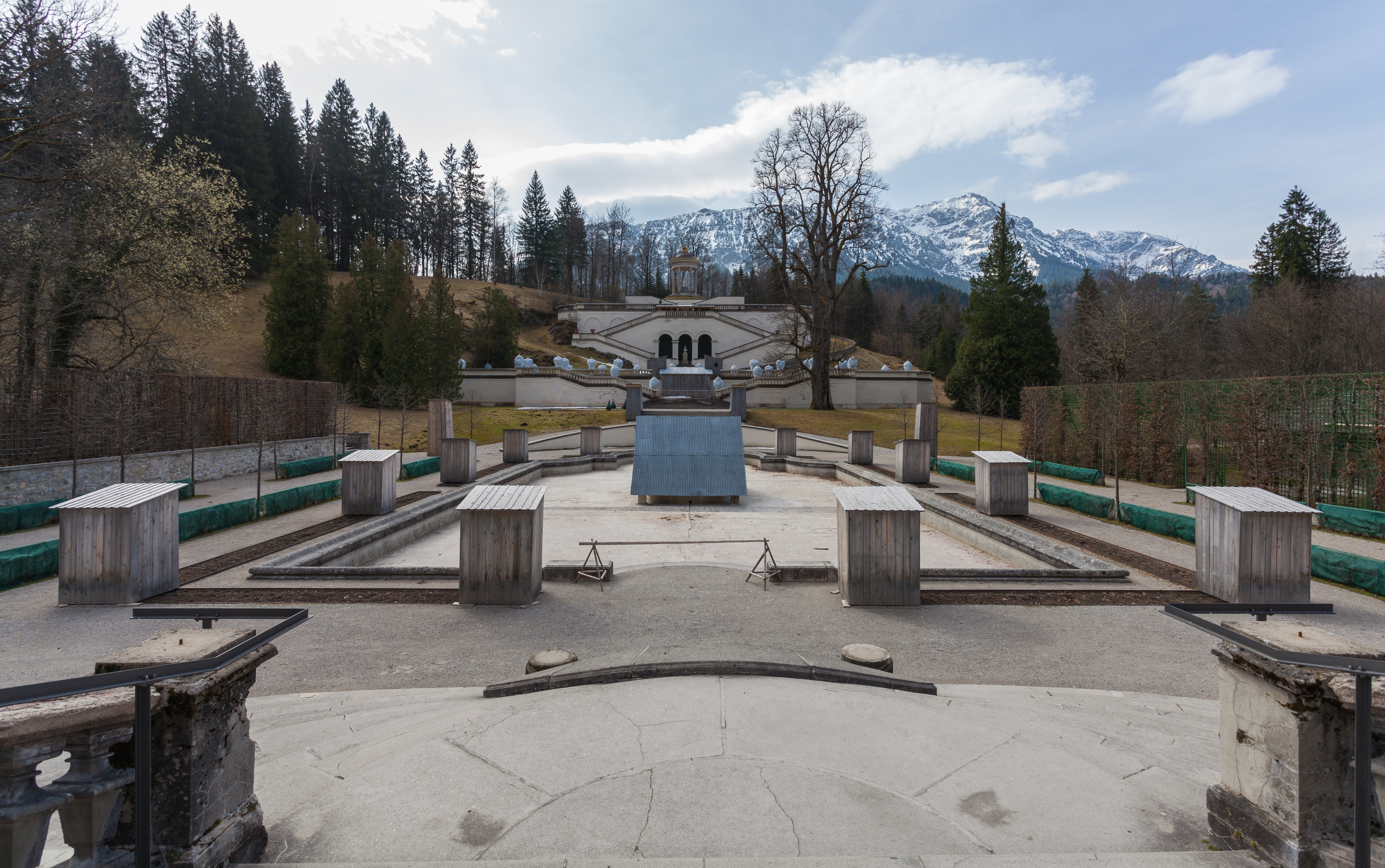
Jardim no inverno

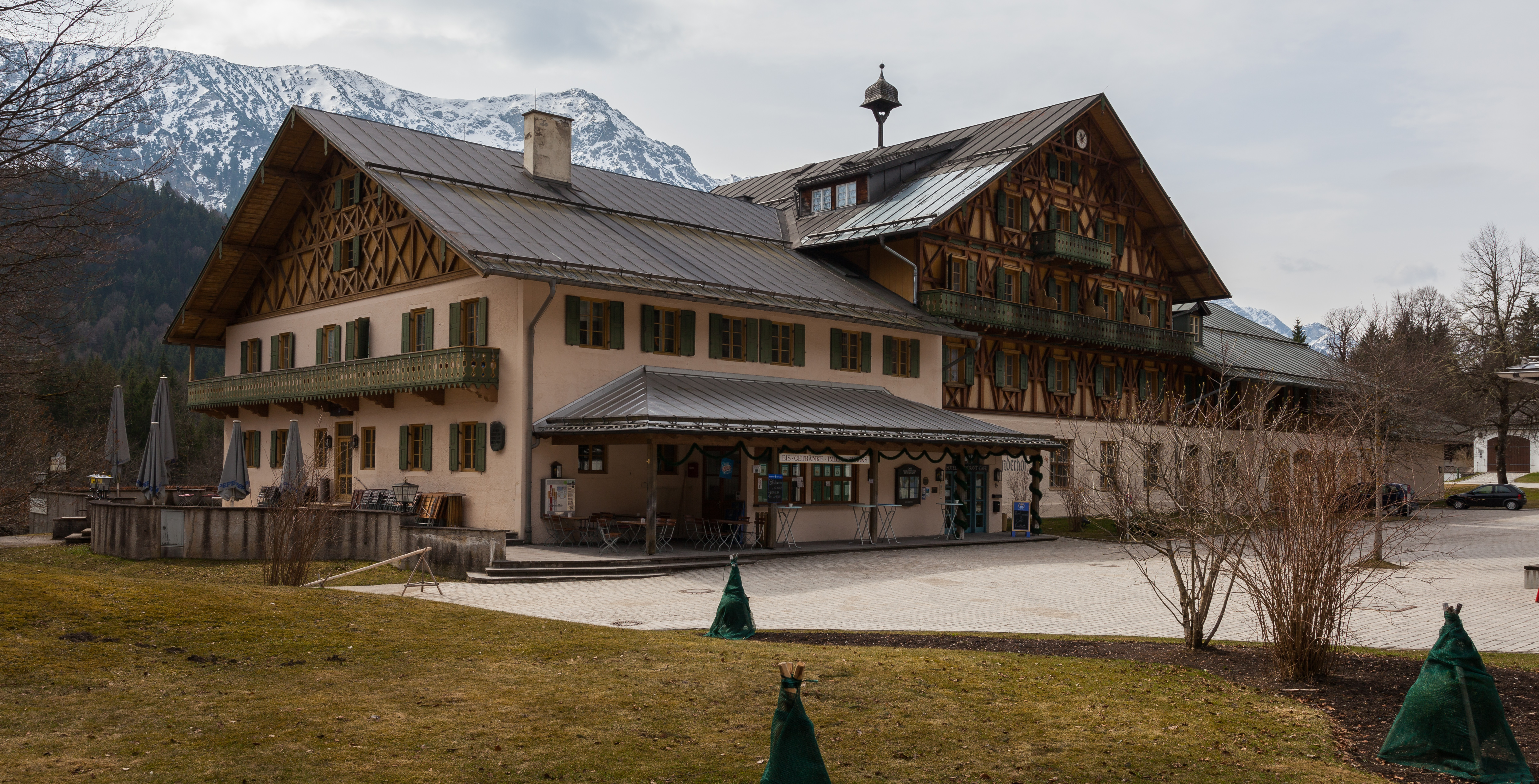
Hotel

O jardim paisagístico cobre uma área com cerca de 50 hectares (125 acres). Está perfeitamente integrado na paisagem alpina natural que o rodeia. Existem vários edifícios, de diferentes aparências, situados no parque.
Gruta de Vénus

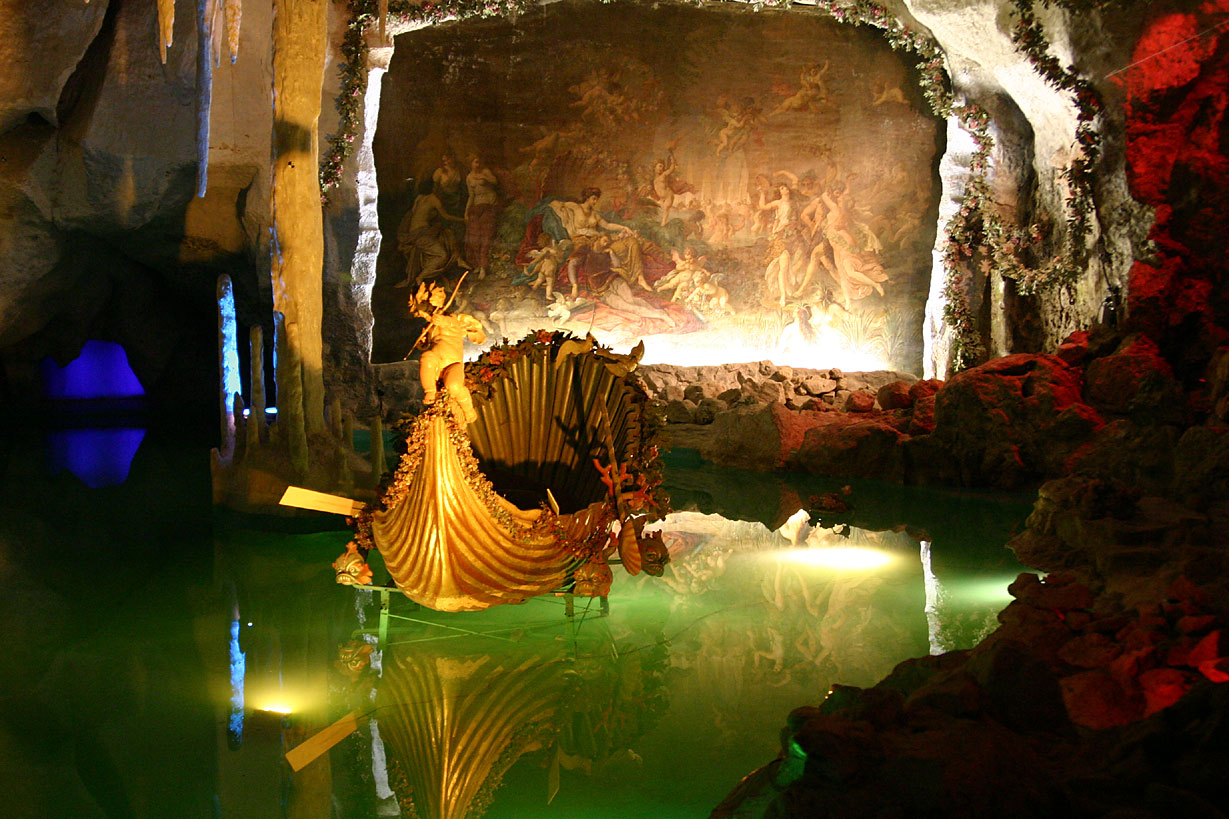
A Gruta de Vénus.

O edifício é totalmente artificial e foi construído para o Rei como uma ilustração do primeiro acto do Tannhäuser, de Wagner. Luís II gostava de ser passeado pelo lago no seu barco-concha dourado mas, ao mesmo tempo, queria a sua própria "gruta azul de Capri". Deste modo, foram instalados 24 dínamos e, já no tempo de Luís II, era possível iluminar a grutas com cores que se iam alterando.
Cabana de Hunding
Esta cabana foi inspirada na direcção de Richard Wagner para o Primeiro Acto de Die Walküre. Luís costumava celebrar banquetes germâmicos nesta casa.
Ermitério Gurnemanz
Luís vinha até aqui, para a contemplação, todos os anos na Sexta-Feira Santa. Para este dia queria um prado florido. Se tal prado ainda não existia devido à neve, o director do jardim tinha que plantar um para o Rei.
Estas três estruturas, "Gruta de Vénus", "Cabana de Hunding" e o "Ermitério Gurnemanz", recordam as óperas de Richard Wagner. No entanto, entre esta influência e a arquitectura barroca, Luís também estava interessado no mundo oriental.
Kioske Mourisco
Este edifício foi desenhado pelo arquitecto berlinense Karl von Diebitsch para a Exibição Internacional de Paris em 1867. Luís II queria comprá-lo mas foi ultrapassado pelo rei dos caminhos de ferro Bethel Henry Strousberg. Luís comprou o pavilhão depois da bancarrota de Strousberg. A peça de mobiliário mais chamativa deste edifício é o trono em forma de pavão.
Casa Marroquina
Esta casa já havia sido construída em Marrocos para a Exibição Internacional de Viena em 1873. O rei comprou-a em 1878 e fê-la decorar numa via mais Real.

## Custos
Entre 1863 e 1886, foi gasto um total de 8.460.937 Marcos na construção de Linderhof. Uma moeda de '20 Marcos' em ouro, de 1890, continha 0,2304 onças troy (medida para pesar metais preciosos) de ouro. Deste modo, 8.460.937 Marcos corresponderia a 97.470 onças de ouro, o que, aos preços actuais do ouro (Março de 2007), equivaleria aproximadamente a $63.355.496 USD.

## Literatura

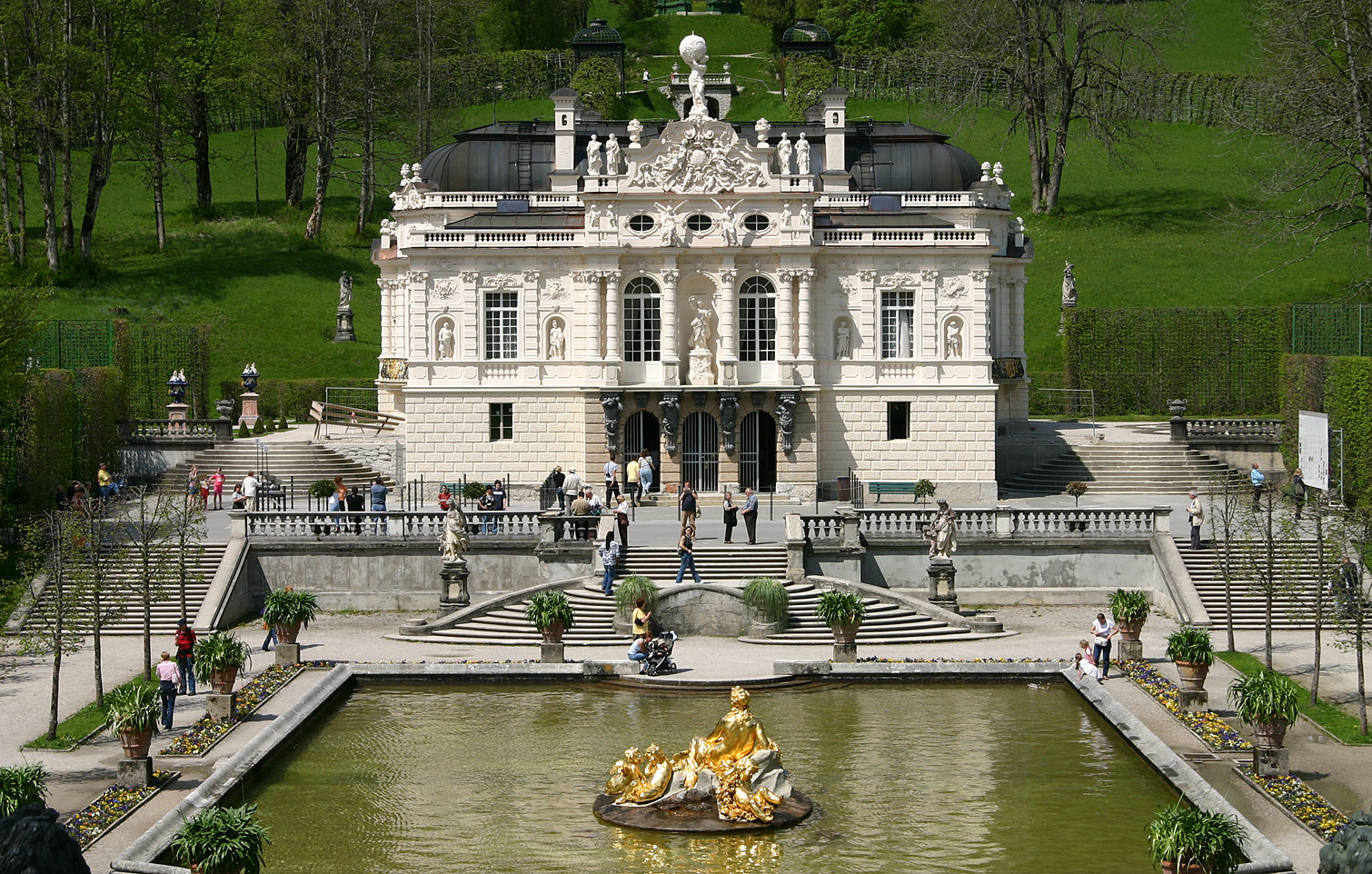
Fachada do Palácio Linderhof.

- Krückmann, Peter O.: Linderhof. Munique/Londres/Nova Iorque 2000.
- Hojer, Gerhard. Schmid, Elmar D.: Palácio Linderhof. Guia oficial. Munique 1999.
- Rauch, Alexander: Linderhof. König Ludwig II. und seine Schlösser. Band III aus der Reihe "Gebaute Geschichte". Munique 1997. (edição alemã)
- Schick, Afra: Mobilia para o Sonho do Rei. Luís II e o Fabricante de Armários da Corte Anton Pössenbacher. Estugarda 2003. (edição bilingu alemão/inglês)